# Couvent de Sainte-Croix (Nice)
Le couvent de Sainte-Croix est un ancien couvent fondé à Nice en 1460 par les Franciscains de l'Observance. Il était situé sur la rive droite du Paillon. Le couvent est détruit en 1543 lors du siège de Nice par l'armée ottomane.

## Historique
Les Franciscains observants reçoivent l'autorisation de s’établir à Nice en vertu d'une bulle du pape Pie II accordée à Bologne le 9 mai 1459 à la duchesse Anne de Lusignan, reine de Chypre, épouse du duc de Savoie Louis Ier. C'est le deuxième couvent des Franciscains de l'Observance que le Saint-Siège autorise dans le duché de Savoie. Il est également à noter que le premier couvent de l'Observance implanté en France méridionale l'est à Montpellier vers 1440, et un autre est construit à Marseille en 1451.

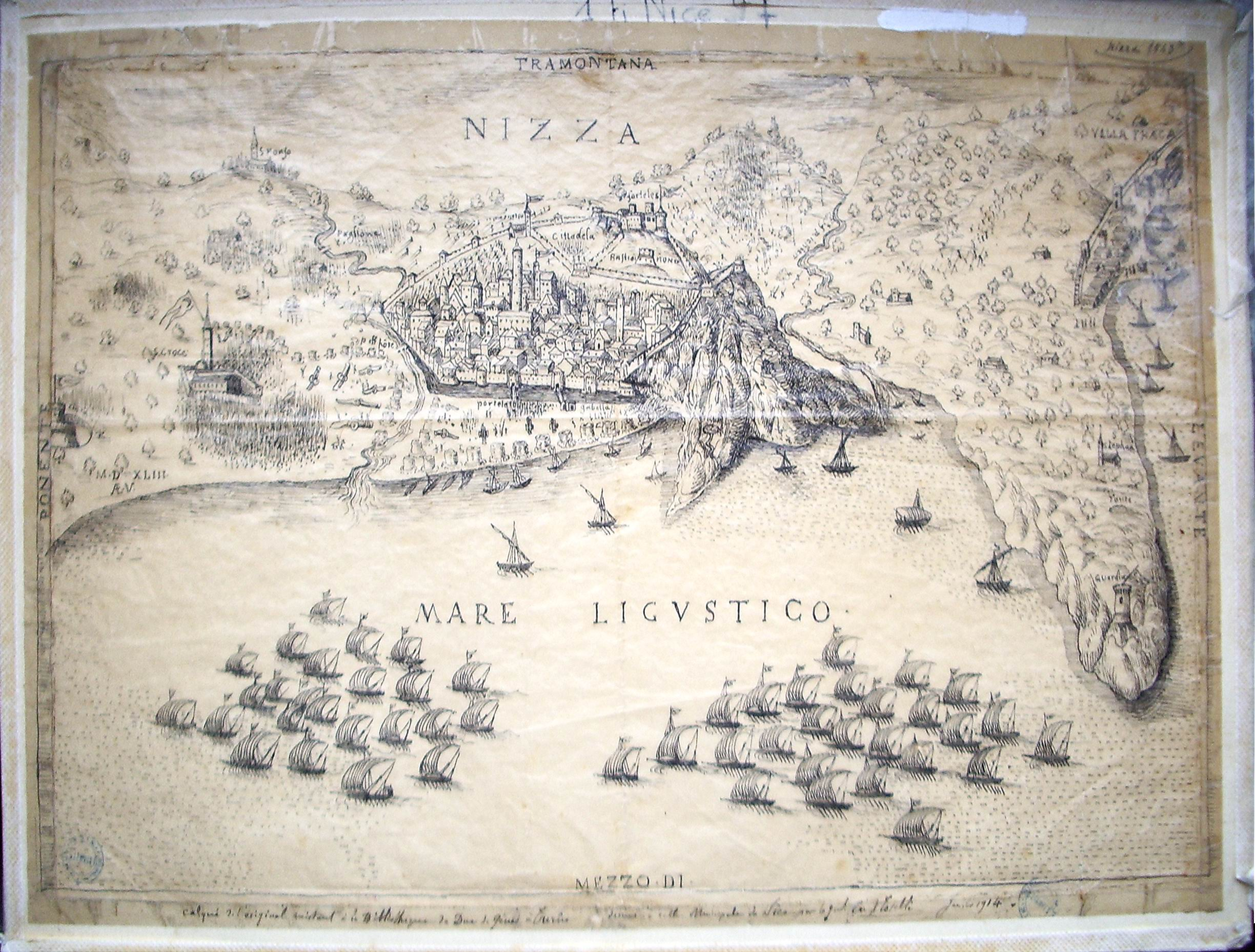
Siège de Nice de 1543 par les Franco-Turcs. Gravure d'Enea Vico, archives communales de Nice.

Dès le 25 avril 1460, la ville adresse une supplique au duc pour obtenir l'autorisation d'acheter le site convenant au nouveau couvent ; le duc répond aussitôt au gouverneur de la fournir. Le 20 octobre le duc confirme son autorisation. Avant la fin de l'année le Conseil publie un acte dans lequel il désigne quelques uns parmi les principaux citoyens de Nice pour diriger la construction d'un couvent Sainte-Croix. Le 7 février 1461 un acte d'achat par la ville est établi pour 400 florins d’un terrain pour établir le couvent. Le jardin appartenait à Giacomo Andrei.
L'historien Luc Thévenon indique : « Ce terrain, sis als Carmes vielhs, fut acquis par l'entremise des syndics Manuel Uso di Mare, Obert Galleani, Emmanuel Caroli, et Antoine Brandi ». Eugène Caïs de Pierlas ajoute que le lieu correspond à la rue Paradis. Tandis que Denis Ghiraldi précise que le couvent des Frères Mineurs de l'Observance est situé au quartier dit de la Croix de Marbre.
L'église du couvent est consacrée le 5 mai 1474 par Barthélemy Chuet, évêque de Nice. Cet édifice, qui passe pour avoir été particulièrement monumental et d'une architecture remarquable, aurait été en grande partie financé par Carlo Giacinto Lascaris.
Luc Thévenon indique : « Il [le couvent] fut détruit en juillet 1543, avant le siège de Nice puis ses ruines saccagées par les assaillants. Les vestiges furent rasés après le dégagement de la ville, en septembre-octobre 1543. ». D'autres historiens indiquent que le couvent est détruit lors du siège de Nice, soit en août ou septembre 1543. Ainsi Denis Ghiraldi indique « En 1543 après avoir fait le siège de Nice, les troupes de François Ier, roi de France, détruisirent le couvent des Frères Mineurs de l’Observance situé au quartier dit Croix de Marbre. ».
Obligés de chercher un centre d’accueil nouveau, les Frères Mineurs s'installent dans une maison particulière située au bas de la vieille ville dans le quartier dit le Trinquot qui s'étend jusqu'au cimetière de Sainte-Réparate.
Trois ans plus tard, le 15 novembre 1546, ils quittent le Trinquot et gagnent Cimiez où les Bénédictins de l'abbaye Saint-Pons leur cèdent l'antique chapelle, dédiée à Notre-Dame, qu'ils y possèdent, avec les terrains adjacents, en échange de l'emplacement et des jardins de leur couvent de Sainte-Croix totalement détruit,. Les Franciscains développent alors autour de la chapelle un vaste monastère, le monastère de Cimiez.

## Description
Rien n'a été conservé du couvent, aucun vestige, pas la moindre représentation graphique. La première vue de Nice est celle qu'exécute Enea Vico pour illustrer le siège de 1543 ; le couvent y figure mais sous une forme simplifiée. Toutefois, l'église y présente de vastes proportions, semble comporter trois nefs ; le mur latéral sud est percé de sept baies qui pourraient correspondre à autant de travées ; le chœur, tourné vers l'ouest, est coiffé d'une coupole sur tambour monumentale ; un clocher très élevé se termine par une flèche élancée. Ces quelques détails, plausibles, correspondent-ils à la réalité ?
L'historien niçois Pietro Gioffredo (1629-1692) indique à son sujet : « Cette église était très réputée par son style, ses dimensions et son architecture ; le chœur en était particulièrement vaste et majestueux ».
Le couvent est assez vaste pour accueillir, en 1535, le chapitre général de la branche observantine de l'ordre. Il accueille également, en juin 1538, le pape Paul III, son escorte et sa suite qui logent dans le couvent avant l'entrevue du pape avec l'empereur Charles Quint et le roi François Ier, qui va aboutir à la signature du traité de la Paix de Nice  mettant fin à une longue guerre,.
L'année suivant sa consécration, l'église est embellie d'une Pietà (1475), un triptyque réalisé par Ludovico Brea, considéré aujourd'hui comme l'œuvre maîtresse du peintre ; deux autres des œuvres d'art qui s'ajoutèrent dans les années suivantes sont conservées dans l'église de Cimiez.
En 1479, Philibert de Compeys, gouverneur de la ville et du comté, personnalité qui rassemblait "toutes les vertus d'un véritable chrétien", passe marché à Henri de Bolembeca du Tricastin et Pierre Tasson dit Pétraquis du diocèse de Cambrai, tous deux sculpteurs établis à Grasse, pour les stalles du chœur et les sculptures de son maître-autel selon les modèles donnés par François de Ravenne, représentant de l'ordre à Nice et premier gardien du couvent,.

Œuvres anciennement situées au couvent de Sainte-croix, aujourd'hui au monastère de Cimiez.
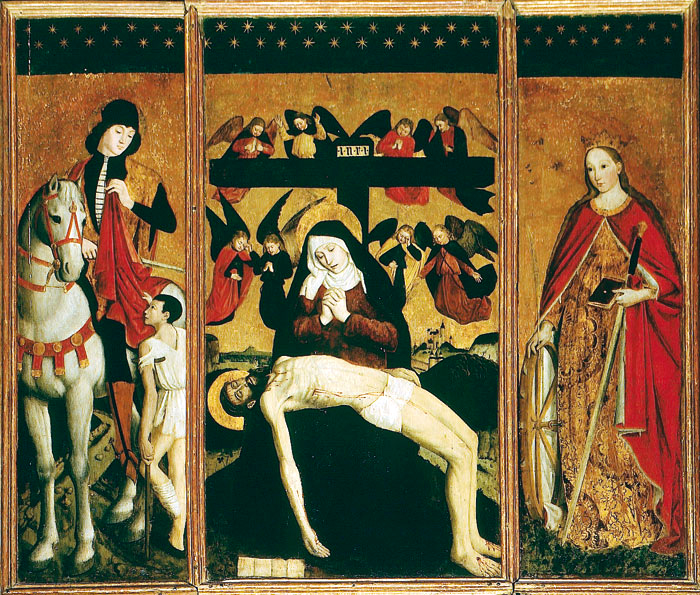
Pietà de Ludovico Brea, 1475.
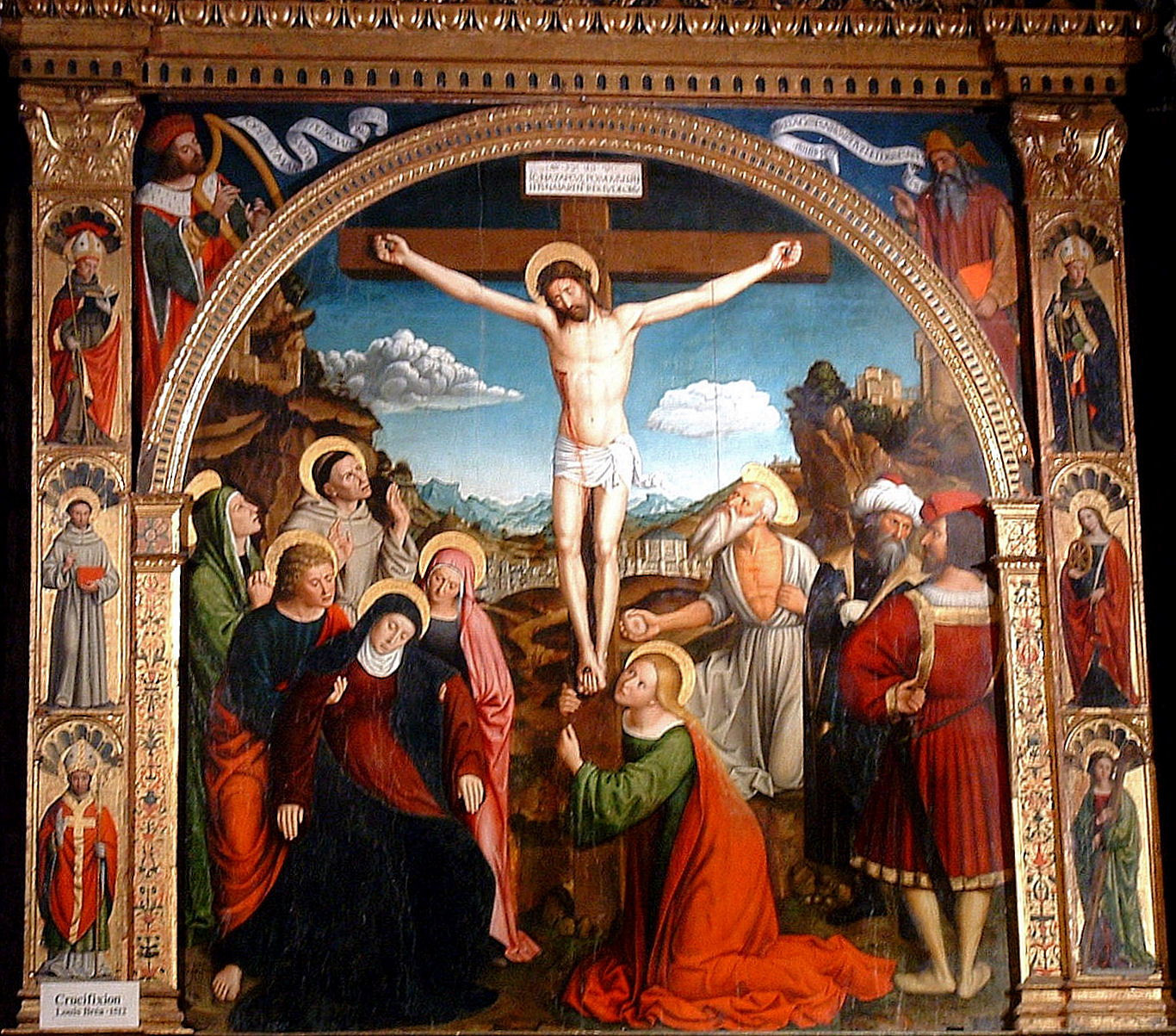
Crucifixion de Ludovico Brea, 1512.
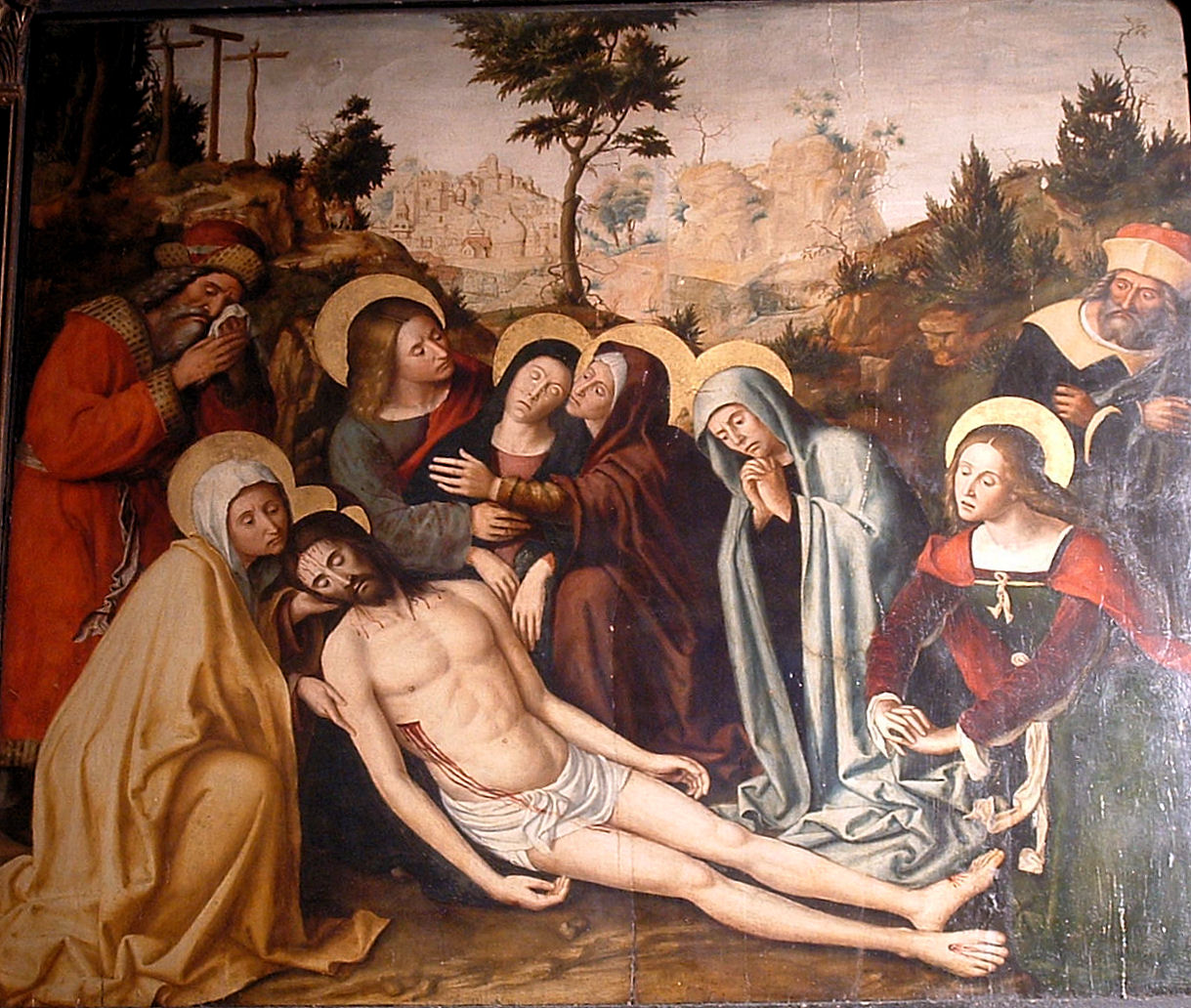
Déposition de Croix d'Antonio ou Ludovico Brea.